# The Resistance (Muse-album)
The Resistance er det femte studiealbum fra Muse. Albummet blev udgivet d. 14. september 2009 af Muses eget pladeselskab Helium 3. Der er blevet udgivet fire singler fra albummet.
Albummet ender op i en tredelt "symfoni", kaldet Exogenesis. Dette nummer skulle angiveligt have taget flere år at skrive samt inkludere mere end 40 mand til at fremføre stykket.[kilde mangler]

## Spor
Al musik komponeret af Matthew Bellamy.
| Nr.           | Titel                                             | Længde |
| ------------- | ------------------------------------------------- | ------ |
| 1.            | "Uprising"                                        | 5:03   |
| 2.            | "Resistance"                                      | 5:46   |
| 3.            | "Undisclosed Desires"                             | 3:56   |
| 4.            | "United States of Eurasia (+Collateral Damage)"   | 5:47   |
| 5.            | "Guiding Light"                                   | 4:13   |
| 6.            | "Unnatural Selection"                             | 6:54   |
| 7.            | "MK Ultra"                                        | 4:06   |
| 8.            | "I Belong to You (+Mon Cœur S'ouvre a ta Voix)"   | 5:38   |
| 9.            | "Exogenesis: Symphony Part 1 (Overture)"          | 4:18   |
| 10.           | "Exogenesis: Symphony Part 2 (Cross-Pollination)" | 3:56   |
| 11.           | "Exogenesis: Symphony Part 3 (Redemption)"        | 4:37   |
| Total længde: | Total længde:                                     | 49:36  |